# Synchroonzwemmen op de Olympische Zomerspelen 1988 – Duet
Het onderdeel duet van het synchroonzwemmen op de Olympische Zomerspelen 1988 in Seoel vond plaats op 27 en 28 augustus (kwalificatie) en 1 oktober (finale), in het Jamsil Indoor Swimming Pool. Het goud was voor de Canadezen Michelle Cameron en Carolyn Waldo, zilver ging naar de Amerikanen Karen Josephson en Sarah Josephson en de Japanse Mikako Kotani en Miyako Tanaka won het brons. Op 27 augustus vonden de verplichte oefeningen plaats, die kwalificaties vormden voor de wedstrijden in zowel de individuele als de duet discipline. De resultaten daarvan werden later meegenomen in de kwalificatie, waarvoor achttien ploegen van elk twee deelnemers werden ingeschreven. De acht beste duetten in de kwalificatie gingen door naar de finale.

## Uitslag
| Rang   | Naam                             | Land             | Voorronde | Voorronde | Kwalificatie | Kwalificatie | Finale        | Finale        |
| Rang   | Naam                             | Land             | Punten    | Rang      | Punten       | Rang         | Punten        | Rang          |
| ------ | -------------------------------- | ---------------- | --------- | --------- | ------------ | ------------ | ------------- | ------------- |
| Goud   | Michelle Cameron Carolyn Waldo   | Canada           | 98,917    | 1         | 197,317      | 1            | 197,717       | 1             |
| Zilver | Sarah Josephson Karen Josephson  | Verenigde Staten | 97,684    | 2         | 196,284      | 2            | 197,284       | 2             |
| Brons  | Miyako Tanaka Mikako Kotani      | Japan            | 92,759    | 3         | 189,559      | 3            | 190,159       | 3             |
| 4      | Karine Schuler Anne Capron       | Frankrijk        | 88,592    | 6         | 183,792      | 4            | 184,792       | 4             |
| 5      | Edith Boss Karin Singer          | Zwitserland      | 88,950    | 4         | 183,150      | 5            | 183,950       | 5             |
| 6      | Maria Tsjernjaeva Tatjana Titova | Sovjet-Unie      | 88,667    | 5         | 182,267      | 6            | 182,667       | 6             |
| 7      | Nicola Shearn Lian Goodwin       | Groot-Brittannië | 86,275    | 7         | 177,875      | 7            | 179,075       | 7             |
| 8      | Sonia Cárdenas Lourdes Candini   | Mexico           | 83,800    | 8         | 175,000      | 8            | 176,833       | 8             |
| 9      | Tan Min Luo Xi                   | China            | 82,742    | 11        | 173,742      | 9            | Uitgeschakeld | Uitgeschakeld |
| 10     | Heike Friedrich Gerlind Scheller | Duitsland        | 83,792    | 9         | 172,592      | 10           | Uitgeschakeld | Uitgeschakeld |
| 11     | Kim Mi-jinsu Ha Su-gyeong        | Zuid-Korea       | 82,200    | 12        | 171,800      | 11           | Uitgeschakeld | Uitgeschakeld |
| 12     | Erika McDavid Eva Riera          | Brazilië         | 83,425    | 10        | 171,025      | 12           | Uitgeschakeld | Uitgeschakeld |
| 13     | Lisa Lieschke Semon Rohloff      | Australië        | 79,642    | 13        | 166,042      | 13           | Uitgeschakeld | Uitgeschakeld |
| 14     | Eva Lopez Nuria Ayala            | Spanje           | 77,475    | 14        | 163,675      | 14           | Uitgeschakeld | Uitgeschakeld |
| 15     | Yvette Thuis Roswitha Lopez      |                  | 72,375    | 15        | 151,975      | 15           | Uitgeschakeld | Uitgeschakeld |